# Double Up, Plays Double Up Plus
Double Up, Plays Double Up Plus ist ein Jazzalbum von Henry Threadgill. Die am 24. und 25. September 2017 im Water Music Studio, Hoboken, New Jersey, entstandenen Aufnahmen erschienen am 18. Mai 2018 auf Pi Recordings.

## Hintergrund
Double Up, Plays Double Up Plus wurde zur gleichen Zeit aufgenommen wie Dirt...and More Dirt mit Henry Threadgills 14 Or 15 Kestra: Agg, wobei sich die Besetzungen überschneiden. Das Ensemble Double Up bestand bei dieser Aufnahme aus Jonathan Finlayson, Stephanie Richards (Trompete), Jacob Garchik, Ben Gerstein (Posaune), José Davila (Tuba), Roman Filiu (Altsaxophon, Altflöte), Curtis Macdonald (Altsaxophon), David Bryant (Piano), David Virelles (Piano, Harmonium), Liberty Ellman (Gitarre), Christopher Hoffmann (Cello), Thomas Morgan (Bass) und den Schlagzeugern Elliot Humberto Kavee und Craig Weinrib.
Die Instrumentierung von Double Up folge Threadgills Vorliebe für das Paaren von Instrumenten, notierte Michael Rosenstein, mit zwei Rohrblattspielern und mehreren Pianisten (jetzt bis zu drei für das Nachfolger-Album von Dirt... And More Dirt) zusammen mit dem unteren Ende von Cello und Tuba und Schlagzeug. Das Album beginnt mit dem 23-minütigen „Game Is Up“, einer Studie in kaleidoskopischen, ineinander verschlungenen Linien, die sich ständig im Ensemble bewegen. Der Fokus verschiebe sich ständig, wobei sich jeder der Spieler nahtlos vom Vordergrund zum Hintergrund bewege, um effektiv stets ein Ohr für das kollektive Gleichgewicht zu behalten, so der Autor. Drei kürzere Stücke ergänzen den Rest der Aufnahme; das 10-minütige „Clear and Distinct from the Other A“ ist eine Studie in der überlappenden Übergabe zwischen Instrumenten, die eine langsam wechselnde Klanglandschaft erzeuge, die die klanglichen Kontraste der Instrumente voneinander abspielt. „Clear and Distinct from the Other B“ beginnt mit einem dichteren Abschnitt für Ensemble, wobei ein Abschnitt für Flöte, Cello, Tuba und Craig Weinribs gestimmtes Schlagzeug verwendet wird. Das Album schließt mit „Clear and Distinct“, das mit einem Solo-Abschnitt für Davilas Tuba beginnt, der von Clarion-Tönen bis hin zu tiefem Growl aufgebaut ist. Cello, Klavier und Schlagzeug setzen ein und das Stück baut sich mit einer geschwungenen Lyrik auf.

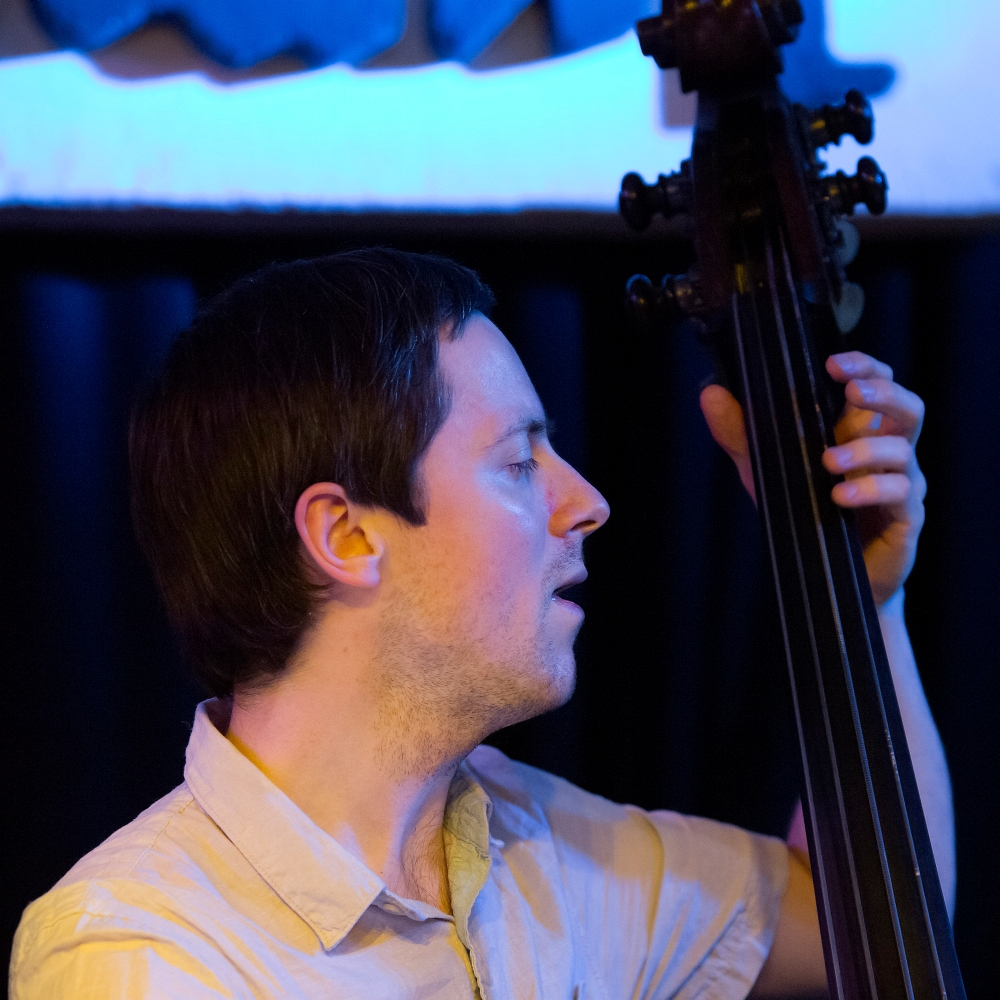
Der Bassist Thomas Morgan bei einem Auftritt in der Unterfahrt München 2012

## Titelliste
- Henry Threadgill: Double Up, Plays Double Up Plus (Pi Recordings PI75)[2]
  1. Game is Up, 22:48
  2. Clear and Distinct from the Other, A, 9:56
  3. Clear and Distinct from the Other, B, 6:15
  4. Clear and Distinct, 8:38
  5. Quote and Credits, 1:31
- Die Kompositionen stammen von Henry Threadgill.

## Rezeption
Michael J. West schrieb in JazzTimes, Henry Threadgill könne man nicht vorwerfen, dass er sich auf seinen Lorbeeren ausruhe. Das erste neue Werk des legendären Holzbläser und Komponisten seit der Auszeichnung mit dem Pulitzer-Preis für Musik im Jahr 2016 sei eigentlich ein Paar von Werken, beide seien groß angelegt, sowohl mitreißend als auch großartig.
Nach Ansicht von Michael Rosenstein, der das Album in Dusted rezensierte, mache dieses Ensemble „ein paar interessante Pausen“. Erstens spiele Threadgill selbst nicht mit, sondern nutze stattdessen die Altsaxophonisten Curtis Macdonald und Román Filiú, um durch die kantigen, intervallartigen, spitzen Linien der Arrangements zu navigieren. Zweitens gebe es Klaviere, denn zuvor habe, mit wenigen Ausnahmen, Threadgill im Allgemeinen auf die Verwendung von Tasteninstrumenten in seinen Ensembles verzichtet. Der Einsatz von gleich drei Pianisten schaffe einen harmonisch reichen, perkussiv hellen Ensembleklang, den der Komponist bei seinen Orchestrierungen voll ausschöpfe. Mit dieser Veröffentlichung treibe Threadgill sein Konzept für Double Up weiter voran und füge seinem umfangreichen Katalog einige unvergessliche Kompositionen hinzu.